# Georgiy Kolnootchenko
Georgiy Kolnootchenko (né le 17 mai 1959) est un athlète biélorusse, concourant pour l'Union soviétique, spécialiste du lancer de disque.
Avec 69,44 m réalisés à Indianapolis en 1982, il détient le record de Biélorussie du lancer de disque.